# Eutrombicula poppi
Eutrombicula poppi is een mijtensoort uit de familie van de Trombiculidae. De wetenschappelijke naam van de soort is voor het eerst geldig gepubliceerd in 1971 door Vercammen - Grandjean.